# Кессіді Фрімен
Кессіді Фріман (англ. Cassidy Freeman, нар. 22 квітня 1982, Чикаго, Іллінойс, США) — американська акторка і музикантка. Відома роллю Тесс Мерсер в телесеріалі «Таємниці Смолвіля», де грала протягом трьох років.

## Життєпис
Фріман народилася в Чикаго, штаті Іллінойс на фермерському ранчо. У неї є два старших брати, актор озвучування Кріспін Фріман і музикант Кларк Фріман. Має індіанські, німецькі, шотландські, єврейські та естонські корені.
Фріман закінчила Латинську школу Чикаго, а потім Magna Cum Laude з відзнакою Мідлбурзького коледжу в 2005 році зі ступенем з театру та іспанської мови.
Кессіді, її брат Кларк Фріман і Енді Міттон є разом у музичному гурті «The Real D’Coy», де Кессіді займає роль вокалістки та грає на піаніно.
До хобі Фрімен належать походи, гра у волейбол і водне поло, спів і гра на фортепіано. У неї є п'ятдесятифунтовий швейцарський гірний собака Шаста. Вільно розмовляє іспанською, вміє танцювати (джаз, балет, модерн, хіп-хоп), кататися на сноуборді та конях.
Активна учасниця благодійної організації «Heal the Bay», яка працює у напрямку очищення та захисту вод західного узбережжя.

## Особисте життя
У 2012 році одружилася з Джоном Карпентером, нащадком Лемюеля Карпентера, одного з перших англо-американських поселенців у Лос-Анджелесі. В серпні 2016 року акторка подала заяву на розлучення, в грудні 2017-го розлучний процес завершився.
Пізніше почала зустрічатися з колишнім баскетболістом Беном Еллсвортом. 6 лютого 2022 року народила доньку Гігі Каю Еллсворт.

## Фільмографія
| Рік        |    | Українська назва                          | Оригінальна назва                  | Роль                           |
| ---------- | -- | ----------------------------------------- | ---------------------------------- | ------------------------------ |
| 2006       | кф | Гострий, як бритва                        | Razor Sharp                        | Вероніка Шарп                  |
| 2006       | кф | Годинник                                  | Clock                              |                                |
| 2007       | ф  | Завершення гри: У пошуках нового Брюса Лі | Finishing the Game                 | Ширлі                          |
| 2007       | тф | Випадкове Різдво                          | An Accidental Christmas            | Крістін                        |
| 2008       | тф | Золота година Остіна                      | Austin Golden Hour                 | Чарлі                          |
| 2008       | кф | Недозірка                                 | Starlet                            | Кортні                         |
| 2008       | с  | Мертва справа                             | Cold Case                          | Лаура Маккінлі                 |
| 2008—2011  | с  | Таємниці Смолвіля                         | Smallville                         | Тесс Мерсер                    |
| 2009       | кф | Ви зателефонували до «Річард & Ґріббін»   | You've Reached Richarde & Gribbeen | Тереза                         |
| 2009       | кф | Відтінки сірого                           | Shades of Gray                     | Ліза                           |
| 2009       | с  | CSI: Місце злочину                        | CSI: Crime Scene Investigation     | офіцерка Донна Грейсон         |
| 2010       | ф  | Дорога з жовтої цегли                     | YellowBrickRoad                    | Ерін Лугер                     |
| 2011       | с  | CSI: Місце злочину. Нью-Йорк              | CSI: NY                            | Девон Гарґров                  |
| 2011       | с  | Клуб «Плейбоя»                            | The Playboy Club                   | Френсіс Дангілл                |
| 2012       | кф | Обличчя гітари                            | Guitar Face                        | Гоуп                           |
| 2012       | с  | Щоденники вампіра                         | The Vampire Diaries                | Сейдж                          |
| 2012       | с  | CSI: Місце злочину. Маямі                 | CSI: Miami                         | Конні Джейден                  |
| 2012—2017  | с  | Лонґмайр                                  | Longmire                           | Кеді Лонґмайр                  |
| 2013       | с  | Якось у казці                             | Once Upon a Time                   | Жаклін «Джек»                  |
| 2013       | ф  | Брамін Буллс                              | Brahmin Bulls                      | Еллі                           |
| 2014       | кф | Останній погляд                           | One Last Look                      | Кейт                           |
| 2014       | ф  | Не озирайся                               | Don't Look Back                    | Пейтон Лейк                    |
| 2016       | ф  | Ми продовжуємо                            | We Go On                           | юна Шарлотта                   |
| 2016       | ф  | Невеличка аварія                          | Fender Bender                      | Дженніфер                      |
| 2016       | с  | NCIS: Полювання на вбивць                 | NCIS                               | Єва Азарова                    |
| 2016       | с  | Зшивачі                                   | Stitchers                          | Еллі                           |
| 2016—2017  | с  | Морська поліція: Новий Орлеан             | NCIS: New Orleans                  | Єва Азарова                    |
| 2017       | ф  | Кортез                                    | Cortez                             | Розі                           |
| 2017       | с  | Сумнів                                    | Doubt                              | помічник прокурора Еббі Берріс |
| 2019—т. ч. | с  | Праведні Джемстоуни                       | The Righteous Gemstones            | Ембер Джемстоун                |
| 2021       | ф  | Судна ніч назавжди                        | The Forever Purge                  | Кессі Такер                    |
| 2025       | с  | Рай                                       | Paradise                           | перша леді Джесіка Бредфорд    |